# 고유 식별자
고유 식별자(unique identifier, UID)는 객체 집함 참조에서 특정 목적을 위해 객체에 대해 모든 식별자 가운데 고유성을 보장하는 식별자이다. 이 개념은 컴퓨터 과학과 정보 시스템 개발에 일찍이 공식화되었으며 일반적으로 원시 자료형과 연계된다.
관계형 데이터베이스에서 고유 식별자 역할을 하는 개체의 특정 속성은 기본 키로 부른다.
수학에서 집합론은 고유 식별자로서 원소 첨수의 개념을 사용한다.

## 분류
고유 식별자에는 몇 가지 주요 유형이 있으며, 각각은 각기 다른 전략에 대응한다:
1. 일련번호
2. 난수
  1. 해시 함수
  2. 난수발생기
3. 고유성이 강조된 선택에 의해 할당된 이름 또는 코드

## 예시
- 국민식별번호
- ORCID (Open Researcher and Contributor ID)[3]
- 디지털 객체 식별자[1] (DOI)
- 국제 표준 도서 번호 (ISBN)
- Electronic Identifier Serial Publication (EISP)
- 전자 제품 코드 (Electronic Product Code, EPC)
- 국제 전자책 식별자 번호 (International eBook Identifier Number, IEIN)
- 스톡 키핑 유닛 (Stock keeping unit, 재고 관리 코드, SKU)
- 파트 넘버
- 범용 고유 식별자 (UUID)
- 넘버링 스킴
- 카드 번호
- 객체 식별자 (OID)
- 법인 식별자 (Legal Entity Identifier, LEI)

### 화학
- IUPAC 명명법
- CAS 등록번호

### 컴퓨팅
- 암호화 해시
- 조직 고유 식별자 (Organizationally unique identifier, OUI)
- 범용 고유 식별자 (UUID)
- Identity correlation
- 월드 와이드 포트 네임(World Wide Port Name)
- MAC 주소

### 전자, 세금, 규제
- HS코드
- 고유 거래 식별자 (Unique Transaction Identifier, UTI)

### 인터넷 아키텍처, 표준
- RFC (RFC)
- 인터넷 표준 (STD)
- 인터넷 초안 (I-D)

### 법
- Bates numbering
- European Case Law Identifier (ECLI)
- Lex (URN)

### 수학 출판
- 수학 리뷰 번호
- 첸트랄블라트 마트 식별자

### 과학
- Smithsonian trinomial
- 조직명(Systematic name)
- Identifiers.org

### 교통
- IATA 공항 코드
- IMO 컨테이너 코드 (ISO 6346)